# Аја дел Комуне (Фрозиноне)
Аја дел Комуне (итал. Aia del Comune) је насеље у Италији у округу Фрозиноне, региону Лацио.
Према процени из 2011. у насељу је живело 17 становника. Насеље се налази на надморској висини од 350 м.